# Kaiserjäger
Le Kaiserjäger ou K.u.k. Kaiserjäger (chasseurs impériaux) est la désignation depuis 1895 de quatre régiments d'infanterie de la première armée impériale autrichienne puis austro-hongroise, recrutés principalement au Tyrol et dans une moindre mesure dans d'autres territoires de l'empire. Les régiments ont été dissous en 1918.

## Contexte
La première compagnie d'infanterie du Tyrol était le « bataillon terrestre tyrolien » (Tiroler Landbataillon), créé en 1703 au Tyrol. Il fut remplacé en 1745 par le « Tiroler Landbataillon » (Tiroler Feld- und Landregiment), qui reçut le rang et les prérogatives d'un régiment impérial et fut répertorié sous le numéro d'ordre 46. En raison des conditions politiques de l'ère napoléonienne, le régiment a été placé en 1801 dans la Vénétie -Vénétie autrichienne de l'époque, où il a perdu son nom d'origine.
Comme son successeur au Tyrol, il a été construit à partir d'un corps de chasseurs de Tiroler (Jägerkorps) encadré comme le « 64e Tiroler Jäger-Regiment » (Tiroler Jäger-Regiment Nr. 64). Après la chute du Tyrol au profit du royaume de Bavière en 1805, le nom de chasseurs du Tyrol a été retiré. Avec le retour de l'Autriche en 1814, la réorganisation d'un corps de combat tyrolien a immédiatement commencé, qui était initialement composé d'un bataillon, mais qui a ensuite été étendu à trois bataillons. Le commandant du corps était le lieutenant maréchal Franz Philipp Fenner von Fennberg, d'où la désignation temporaire de Fennerjäger (chasseurs Fenner).

## Fondation du régiment
Au printemps 1815, l'empereur François II de Habsbourg-Lorraine, premier empereur d'Autriche, ordonne le transfert du corps sous son contrôle direct en le nommant régiment de chasseurs impériaux (Kaiserjäger-Regiment) et le divise en quatre bataillons et 16 compagnies. La formation de ce régiment a débuté le 16 janvier 1816. Ce nouveau régiment fut le seul régiment de chasseurs de l'Empire autrichien jusqu'en 1895, date à laquelle le « Großes Regiment der Tiroler und Kaiserjäger » (Grand régiment des chasseurs impériaux du Tyrol) fut scindé.
Les soldats de ce régiment, dont l'effectif était de 5 000 hommes, étaient recrutés par conscription, la conscription initiale était de 12 ans ; elle fut ensuite réduite à 8 ans puis à 6 ans, la solde des soldats était proportionnelle à la durée du service.

## Changements organisationnels
Pendant 33 ans, l'organisation du régiment reste inchangée jusqu'à ce qu'il soit divisé en six bataillons de quatre compagnies et un bataillon de six en 1849. En 1859, un autre 8e bataillon est créé. En 1863, il y a une nouvelle restructuration, le régiment compte désormais six bataillons comprenant chacun six compagnies et un bataillon de dépôt, à partir duquel un septième bataillon sera créé en cas de mobilisation.
Après l'introduction de la conscription générale en 1868, le régiment a été divisé en sept bataillons, sept compagnies de réserve et une escouade supplémentaire. En 1880, le régiment est porté à dix bataillons.
Le 1er mai 1895, l'effectif est renforcé par des affectations de l'escadron de troupes de campagne à 16 bataillons et du régiment à quatre régiments de chasseurs divisés en quatre bataillons. Les régiments nouvellement formés ont été appelés les Imperial and Royal 1st, 2nd, 3rd and 4th Tyrolean Hunters Regiments, Imperial Hunters.
Le commandant du régiment était toujours l'empereur, dont le commandant en second était toujours nommé par lui.

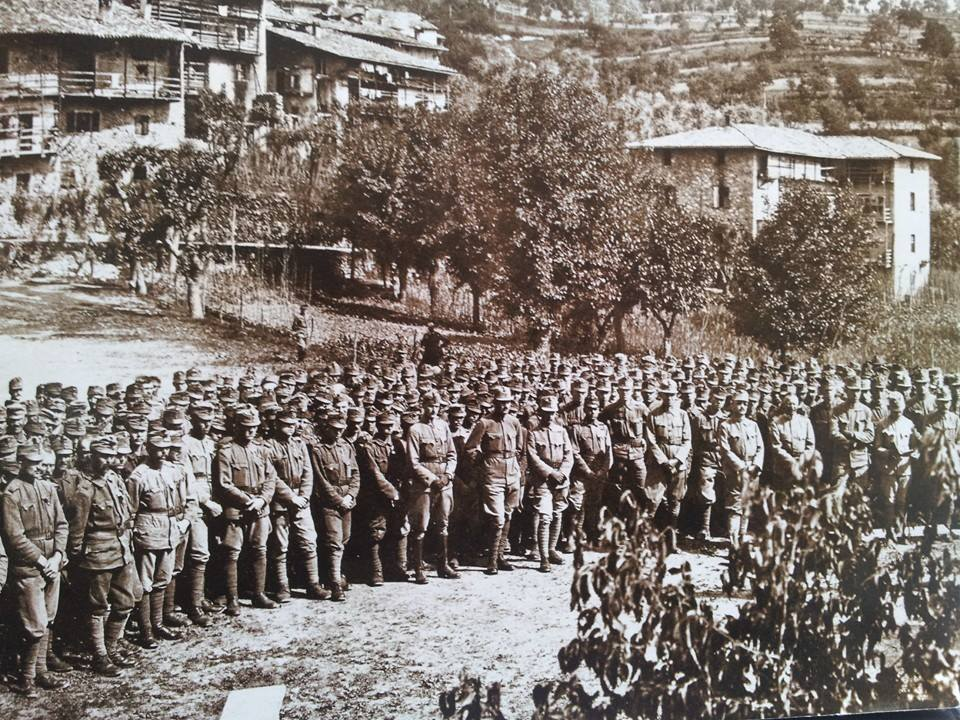
Troupe de Kaiserjäger près de Castellano en 1915

De nombreuses médailles et distinctions ont été accordées aux Kaiserjäger du Trentin, tout au long du conflit et sur tous les fronts, tant sur la ligne de front qu'à l'arrière.

## Service opérationnel
Les régiments de Kaiserjäger ont été déployés en service opérationnel lors de l'assaut de Casina Fersada le 23 février 1849, l'attaque du village de Pregasina le 16 juin 1848 où, sous le commandement de Dominik Platzer avec 17 Kaiserjäger, ils ont libéré le village des citoyens insurgés et l'ont remis à l'armée. D'autres épisodes pour lesquels on se souvient d'eux sont la bataille de nuit à Volta Mantovana le 26 juin 1848, la capture d'un canon français le 4 juin 1859 pendant la bataille de Magenta, l'assaut sur Oliosi le 24 juin 1866 pendant la bataille de Custoza, et l'assaut sur la position des insurgés à Kremenac le 21 octobre 1878 pendant l'occupation de la Bosnie-Herzégovine.

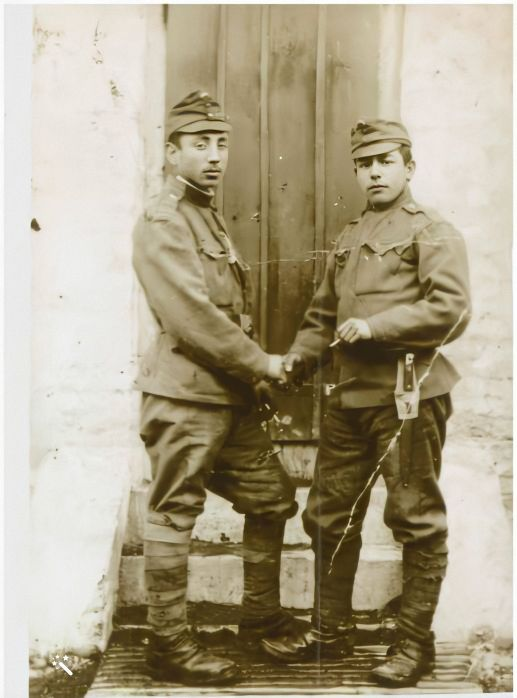
Kaiserjäger du Trentin, de Sopramonte (Tn), sur le front oriental, à la fin du conflit, vers 1918-1919.

En plus des opérations de combat militaire, les Kaiserjäger étaient également impliqués dans la construction d'infrastructures militaires et civiles. Ils sont connus pour avoir posé, entre 1870 et 1880, la route Kaiserjägersteig de Levico Terme en Valsugana, qui traverse le plateau de Luserna, l'Altopiano dei Sette Comuni et se termine à Malga Monterovere (1255 m). Pendant la Première Guerre mondiale, les quatre régiments ont combattu avec de lourdes pertes, d'abord en Galice et dans les Carpates contre la Russie, jusqu'à ce qu'ils soient déployés sur l'Altopiano dei Sette Comuni à l'est de Trente et plus tard sur l'Isonzo, où ils ont été placés comme infanterie logistique.
Les régiments de Kaiserjäger n'étaient pas des troupes de montagne, mais des unités d'infanterie régulières. Le personnel de maintien de la paix bien formé a été littéralement sacrifié pendant la campagne en Galice et n'a pas pu être remplacé dans la même mesure par la suite.
Lors de l'offensive de Gorlice-Tarnów, le 2e régiment de Kaiserjäger perd 26 officiers et environ 600 sous-officiers et hommes de troupe entre le 2 et le 3 mai 1915 ; à la fin des opérations, il a perdu près de 80 % de ses hommes en morts, blessés et disparus. Le 4e régiment a perdu 1 300 hommes dans les premiers jours de combat.

## Après la guerre
Après la fin de la Première Guerre mondiale, principalement en raison de la montée en puissance du régime fasciste, d'associations italiennes fortement pro-nationalistes (qui mettaient davantage l'accent sur les hauts faits des irrédentistes ayant combattu dans l'armée italienne), la mémoire des Kaiserjäger du Trentin et de leurs camarades (y compris les Landesschützen et les Standschützen) a eu tendance à être occultée et mise de côté. Ce n'est que dans les cercles familiaux et au niveau rural que subsistent des documents, des photos et des témoignages sur les événements et les expériences militaires des Trentins qui ont porté l'uniforme austro-hongrois,

## Régiments

### Régiments de Kaiserjäger en 1914
|               |  |               |
| Un lieutenant |  | Un Kaiserjäge |

Premier régiment

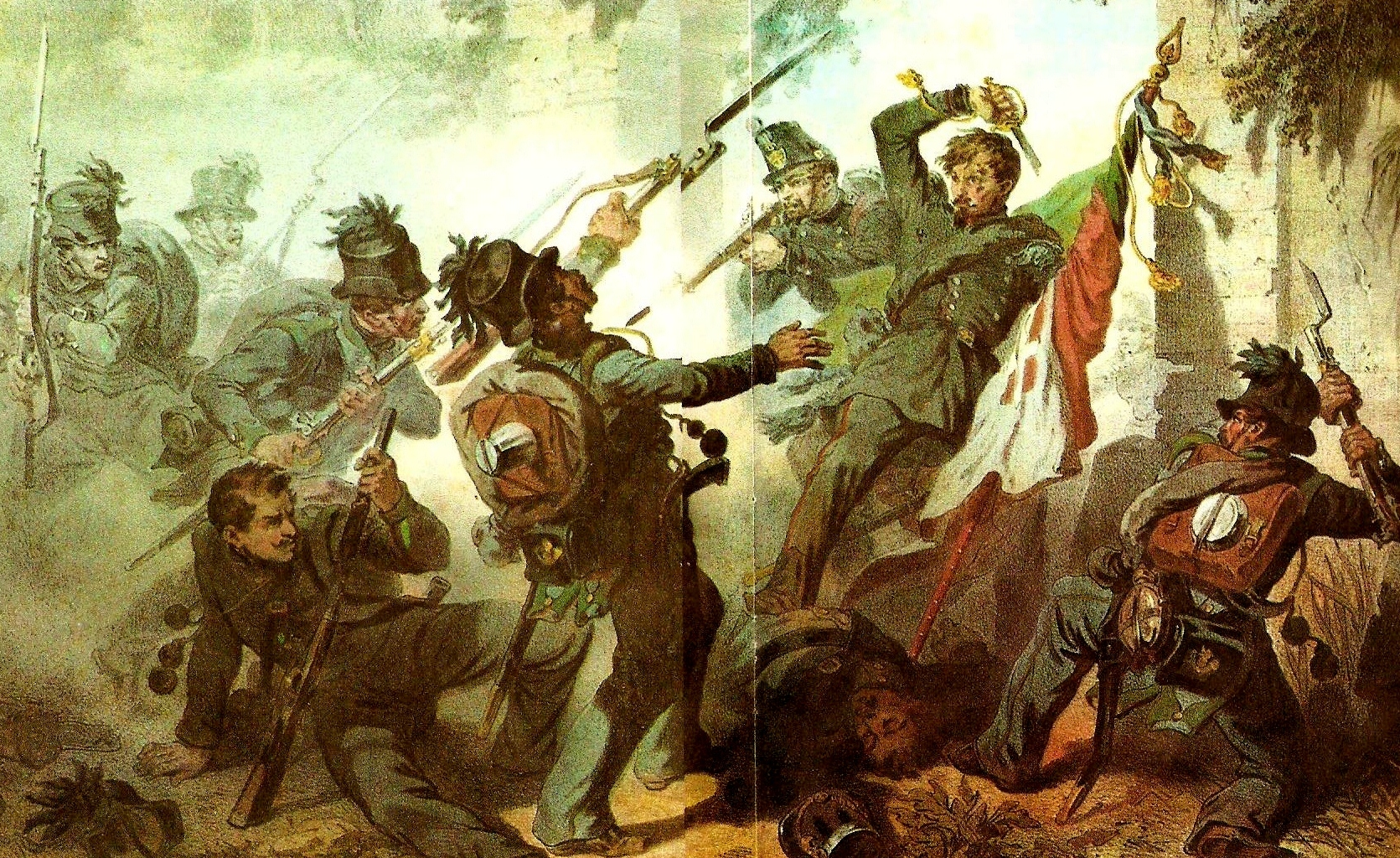
Les Kaiserjäger ont combattu les soldats piémontais lors de la bataille de Novare

- Commandant : Oberst Guido Novak von Arienti
Langue maternelle : 58 % allemand - 38 % italien - 4 % autre
Commandement / I. / II. Battaglione à Trente (Trient)
III. Bataillon à Levico
IV. Bataillon à Innsbruck

Deuxième régiment
- Commandant : Oberst Alexander Brosch Edler von Aarenau
Langue maternelle : 55 % allemand - 41 % italien - 4 % autre
Commandement / I. / II. Battaglione à Bolzano (Bozen)
III. Bataillon à Merano (Meran)
IV. Bataillon  à Bressanone (Brixen)

Troisième régiment
- Commandant : Oberst Heinrich Vonbank
Langue maternelle : 59 % allemand - 38 % italien - 3 % autre
Commandement / II. / III. Bataillon à Rovereto (Rofreit)
I. Bataillon à Riva del Garda
IV. Bataillon à Trente (Trient)

Quatrième régiment
- Commandant : Oberst Ernst DietrichCaserne militaire du « III Reg. Tiroler Kaiserjäger » à Rovereto (avril 1902)

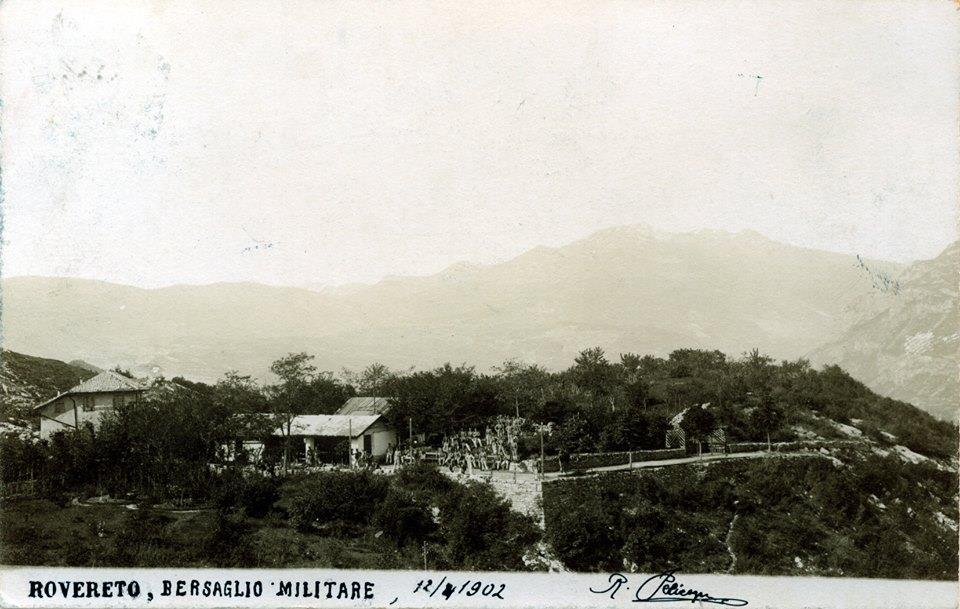
Caserne militaire du « III Reg. Tiroler Kaiserjäger » à Rovereto (avril 1902)

Langue maternelle : 59 % allemand - 38 % italien - 3 % autre
Commandement / III. Battaglione a Trente (Trient)
I. Bataillon à Mezzolombardo
II. Bataillon à Mezzocorona
IV. Bataillon à Hall en Tyrol

## Uniforme

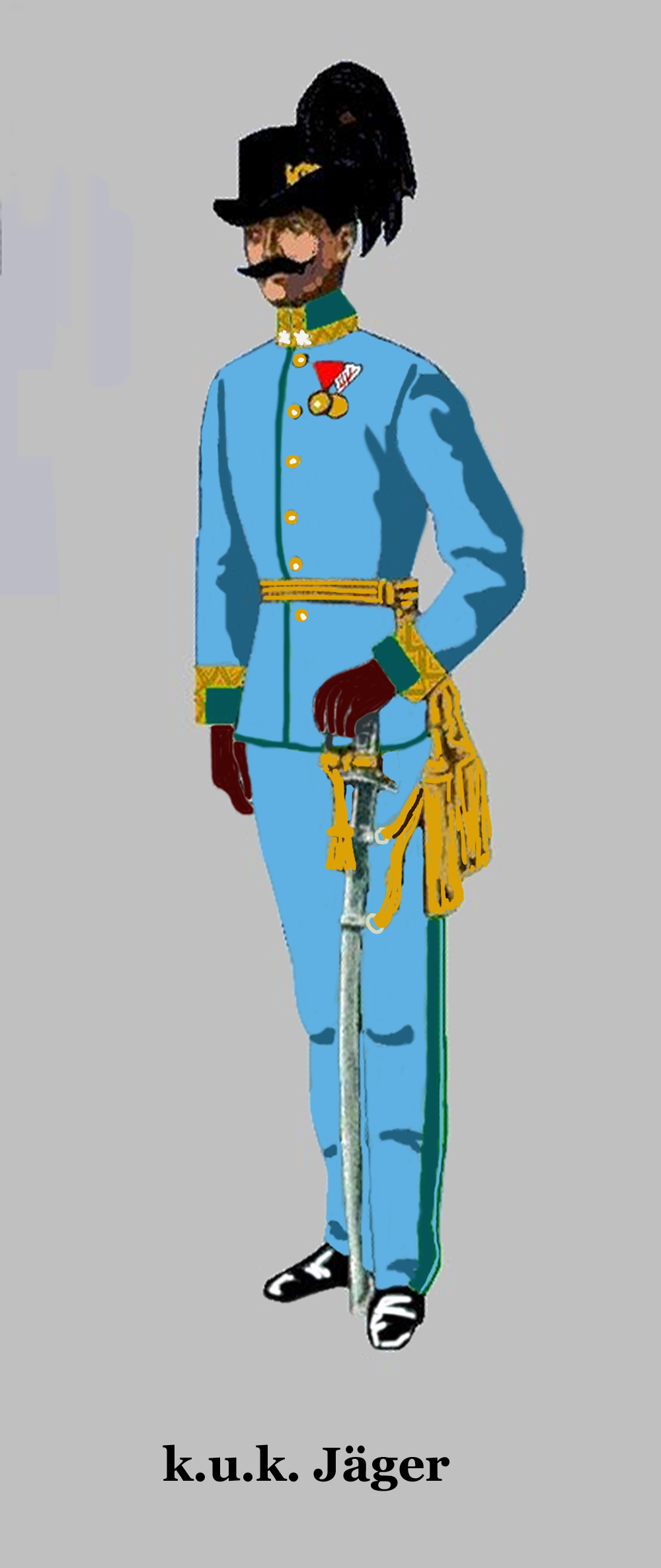
Un major Jäger major en tenue de parade

Les uniformes des unités de Jäger étaient les mêmes, à quelques détails près. Un chapeau en feutre imperméable noir mat servait de coiffe de parade. Il était composé d'une couronne et d'un bord orné d'un cordon circulaire vert, de l'emblème Jäger et d'un panache de plumes de coq noires. Le cordon du chapeau était en laine de mouton, et comportait un bouton et un gland recouvert d'une laine verte. Les deux glands étaient attachés à la partie arrière de la couronne. Le cordon pour les officiers était fait de fil noir et or.
La couronne avait la forme d'un cône ovale, avec une bosse de taille modérée au sommet. Le bord était plat devant et derrière, mais relevé des deux côtés. Le bord du bord était bordé de veau noir laqué.
Sur le côté gauche de la couronne se trouvait une poche inclinée vers l'arrière en feutre de chapeau pour fixer les plumes. L'emblème du chapeau - en métal doré - était constitué de la corne du chasseur. Au centre de la bobine, les troupes Kaiserjäger avaient l'aigle tyrolien en nickel-argent. Cet emblème était fixé au-dessus de la poche de la plume du chapeau, de manière que l'aigle soit au même angle que le panache. La plume était attachée en forme de queue de coq sur un morceau de fil de fer de 1,5 mm d'épaisseur. La longueur du panache était de 29 cm. La plume était insérée dans la poche du chapeau, de sorte que les plumes pendaient vers l'arrière en formant un arc.
En marche, les Kaiserjäger portaient le bonnet de campagne de l'infanterie.
La redingote (Waffenrock) des Jäger était - pour les officiers et les hommes - coupée dans le même style que celle de l'infanterie. Le manteau des autres rangs était fait de tissu gris brochet et avait des épaulettes, une garniture d'épaule, un col et des poignets vert gazon. Les boutons de tous les régiments étaient jaunes et portaient le numéro du bataillon.
Les chemises portées par les fusiliers étaient de la même couleur que la veste avec des patchs de gorget vert gazon pour indiquer leur bras de service. Les autres éléments de leur tenue ne différaient pas de ceux de l'infanterie de ligne.
Les pantalons étaient en tissu gris brochet et coupés longs conformément aux règlements des régiments allemands. Les pantalons des officiers avaient des lampas vert gazon ; les sous-officiers et les autres grades avaient un passepoil vert gazon le long de la couture latérale.
Les Kaiserjäger ont souvent été confondus avec les Kaiserschützen tyroliens, qui appartenaient au k.k. Landwehr, et faisaient partie des forces armées régulières de l'Autriche-Hongrie. La confusion provenait du décret d'avril 1917, dans lequel l'empereur Charles Ier accordait le titre de Kaiserschützen aux fusils d'État tyroliens. (Les fusils d'État, appelés Landesschützen ou Kaiserschützen, étaient des troupes de montagne et portaient un uniforme différent).

## Rangs
Une des curiosités des troupes de fusiliers était que le simple soldat était appelé Jäger (littéralement « chasseur ») alors que le grade le plus bas de sous-officier était celui de Unterjäger (unter signifiant normalement « sous » ou « en dessous »).

## La tradition
Afin de maintenir la tradition des Jäger, en 2000, la promotion annuelle d'élèves officiers de l'Académie militaire thérésienne de la Neustadt de Vienne a reçu le titre de « Kaiserjäger ». En 2004, les 82 diplômés de ce cours ont rejoint les forces armées autrichiennes en tant qu'officiers professionnels.

## Monuments
Des monuments aux Kaiserjäger sont érigés à Bregenz et à Amras, près d'Innsbruck, tandis que le monument qui leur est dédié, construit par Karl Ernstberger à Bozen en 1917-1918, est démoli en 1926 pour faire place au monument de la victoire italienne.

## Note
1. ↑  Marco Ischia, Mario Moser et Carlo Refatti, préface de Lorenzo Baratter: I nostri eroi: la memoria dei tirolesi italiani decorati nell'esercito austro-ungarico (1914-1918), Rovereto, aux éditions - 2013  (ISBN 978-8-89621-549-4)
2. ↑  Quinto Antonelli|: I dimenticati della Grande Guerra, aux éditions Il Margine
3. ↑  « Il 14 ottobre è la Giornata per ricordare le vittime e i caduti trentini della Grande Guerra »
4. ↑  (de) Sabrina Michielli et Hannes Obermair: BZ ’18-’45: ein Denkmal, eine Stadt, zwei Diktaturen. Begleitband zur Dokumentations-Ausstellung im Bozener Siegesdenkmal, Vienna-Bolzano, Folio Verlag, 2016,  (ISBN 978-3-85256-713-6), pp. 80-83.

## Source
- (it) Cet article est partiellement ou en totalité issu de l’article de Wikipédia en italien intitulé « Kaiserjäger » (voir la liste des auteurs).